# Sobień (gromada)
Sobień – dawna gromada, czyli najmniejsza jednostka podziału terytorialnego Polskiej Rzeczypospolitej Ludowej w latach 1954–1972.
Gromady, z gromadzkimi radami narodowymi (GRN) jako organami władzy najniższego stopnia na wsi, funkcjonowały od reformy reorganizującej administrację wiejską przeprowadzonej jesienią 1954 do momentu ich zniesienia z dniem 1 stycznia 1973, tym samym wypierając organizację gminną w latach 1954–1972.
Gromadę Sobień siedzibą GRN w Sobieniu utworzono – jako jedną z 8759 gromad na obszarze Polski – w powiecie łęczyckim w woj. łódzkim, na mocy uchwały nr 32/54 WRN w Łodzi z dnia 4 października 1954. W skład jednostki weszły obszary dotychczasowych gromad Sobień, Chrośno, Prawęcice i Krasnodęby ze zniesionej gminy Chociszew w tymże powiecie. Dla gromady ustalono 9 członków gromadzkiej rady narodowej.
1 stycznia 1958 gromadę włączono do powiatu łódzkiego w tymże województwie.
Gromadę zniesiono 1 stycznia 1959, a jej obszar włączono do gromad Kuciny (wieś Prawęcice i wieś Krasnodęby Nowe) i Bełdów (wieś Sobień, wieś Chrośno, osadę Kobiałka, osadę Linda i wieś Krasnodęby Stare) w tymże powiecie.